# 샹보르 (리큐어)
샹보르(Chambord (liqueur), 프랑스어: [ʃɑ̃.bɔʁ])는 17세기 후반 프랑스 루아르강 계곡에서 생산된 리큐어를 모델로 한 16.5% abv 라즈베리 리큐어이다. 샹보르 제품 브랜드는 2006년부터 브라운-포먼(Brown-Forman Corporation)이 소유하고 생산했다.
샹보르는 레드와 블랙 라즈베리, 마다가스카르 바닐라, 모로코 감귤 껍질, 벌꿀, XO 코냑으로 만들어진다.

## 역사
샹보르 브랜드는 1982년 노튼 "스카이" 쿠퍼(Norton "Sky" Cooper)가 가족의 따뜻한 회사인 찰스 재퀸 앤 컴퍼니(Charles Jacquin et Cie)에서 개발했다(나중에 그의 아들 로버트 쿠퍼가 엘더플라워 리큐어인 St-Germain을 개발함). 이 음료는 1600년대 후반 루아르 계곡에서 제조된 라즈베리 리큐어에서 영감을 얻었으며, 루이 14세가 샹보르 성을 방문했을 때 그에게 소개되었다고 한다. 그 당시에는 우아한 식사와 함께 리큐어와 코냑을 마시는 것이 일반적이었다.
2006년에 샹보르 제품 브랜드는 브라운-포먼(Brown-Forman Corporation)에 인수되었다.